# Eacles johnsoniella
Eacles johnsoniella är en fjärilsart som beskrevs av José Oiticica och Michener 1950. Eacles johnsoniella ingår i släktet Eacles och familjen påfågelsspinnare. Inga underarter finns listade i Catalogue of Life.